# Alex Mofa Gang
Alex Mofa Gang ist eine deutsche Rockband, die 2012 in Berlin gegründet wurde. Ihre Musik setzt sich aus Elementen des Punk, Indie und Pop zusammen. Im Januar 2016 erschien das Debüt-Album Die Reise zum Mittelmaß der Erde.

## Geschichte
Die Bandmitglieder sind langjährige Freunde und waren vor der Bandgründung unter anderem als Tontechniker, Tourmanager, Lichttechniker, Backliner und Mercher unterwegs. Die musikalische Basis bildeten 2012 Demos von Sänger und Texter Sascha Hörold, die später zum Album Die Reise zum Mittelmaß der Erde werden sollten.
Nach der Gründung waren sie unter anderem mit Madsen, Jennifer Rostock, Frank Turner, Montreal, La Vela Puerca und Massendefekt auf Tour. 2015 und 2016 waren sie auf Einladung von La Vela Puerca außerdem in Südamerika auf Tour. Über die Jahre fanden zahlreiche Headliner-Touren durch Deutschland statt, ebenso bestritt die Alex Mofa Gang Auftritte bei vielen relevanten Musikfestivals wie Hurricane Festival, Southside Festival, Highfield-Festival, Open Flair Festival, Deichbrand Festival und vielen anderen.
2022 feierte die Alex Mofa Gang ihr 10-jähriges Band-Jubiläum mit dem bis dato größten Konzert der Bandgeschichte im Capitol, Hannover.
Ihr zweites Album Perspektiven nahmen sie im Dailyhero Recording Studio bei Florian Nowak im Januar 2017 auf. 2019 erschien dann mit Ende offen ihr viertes Studioalbum, welches sie erstmals in Zusammenarbeit mit Redfield Records veröffentlichten. 2020 veröffentlichten sie mit Ende offen live eine komplette Live-Version des Tonträgers. Während der Corona-Pandemie arbeitete die Band an Album 5: Nacht der Gewohnheit erschien im Januar 2022, ebenfalls via Redfield Records.

## Diskografie
- 2014: Vorwort (EP)
- 2016: Die Reise zum Mittelmaß der Erde (Album, People Like You Records)
- 2017: Perspektiven (Album, People Like You Records)
- 2019: Ende offen (Album, Redfield Records)
- 2020: Ende offen Live (Livealbum)
- 2022: Nacht der Gewohnheit (Album, Redfield Records)
- 2024: Euphorie am Abgrund (Album, Merchcowboy Records / Indigo)